# Akner (Sjunik)
Akner – wieś w Armenii, w prowincji Sjunik. W 2011 roku liczyła 1374 mieszkańców.